# Francesco Lettieri
Francesco Lettieri (Napoli, 30 dicembre 1985) è un regista e sceneggiatore italiano.

## Biografia
Nato a Napoli nel 1985, ha iniziato la sua carriera facendosi notare come autore di video per la scena musicale indie, vincendo nel 2011 il premio per il miglior corto autoprodotto al Napoli Film Festival con Le storie che invento non le so raccontare di K-Conjog e nel 2012 il premio PIVI per Qwerty, ancora di K-Conjog. Nel 2013 gli viene dedicata una retrospettiva al Pesaro Film Festival.
Affermatosi come regista di video musicali, collabora con molti artisti del panorama nazionale, tra cui Giovanni Truppi, Calcutta, Francesco Motta, Carl Brave x Franco126, Thegiornalisti, Giorgio Poi, Nada, Fast Animals and Slow Kids, Noyz Narcos, Emis Killa. Per il videoclip di Cosa mi manchi a fare di Calcutta vince il premio PIVI per la seconda volta nel 2016. Dal 2017 inizia la sua collaborazione artistica con Liberato, per il quale realizza i video di tutti i singoli e collabora al progetto Capri Rendez-Vous.
Nel 2020 fa il suo esordio alla regia di un lungometraggio con Ultras, di cui è anche sceneggiatore e con le musiche di Liberato, che viene distribuito da Netflix.
Nel 2021 realizza il suo secondo film, Lovely Boy, presentato alle Giornate degli autori della 78ª Mostra internazionale d'arte cinematografica di Venezia e premiato con il premio SIAE.

## Filmografia

### Cinema
- Ultras (2020)
- Lovely Boy (2021)
- Il segreto di Liberato (2024)
- Pino (2025)

### Video musicali
- Le storie che invento non le so raccontare, K-Conjog (2011)
- Pan y café, Xenia Rubinos (2012)
- Qwerty, K-Conjog (2012)
- East Village, Honeybird & the Birdies feat. Joe Lally (2013)
- Nessuno, Giovanni Truppi (2013)
- Untitled 155, K-Conjog (2013)
- Reflect That / First Person, Raleigh Moncrief (2013)
- Whirlwind, Xenia Rubinos (2013)
- La domenica, Giovanni Truppi (2013)
- Hair Receding, Xenia Rubinos (2013)
- Donne (du, du, du), Luminal (2014)
- Amici nello spazio, Giovanni Truppi (2014)
- How to Cure Hangover in April, K-Conjog (2014)
- Questa vita cambierà, Nada (2014)
- Hai messo incinta una scema, Giovanni Truppi (2014)
- Stai andando bene Giovanni, Giovanni Truppi (2015)
- Coperta, Fast Animals and Slow Kids (2015)
- Le tue paure, Mezzala (2015)
- Cosa mi manchi a fare, Calcutta (2015)
- Superman, Giovanni Truppi (2015)
- La fine dei vent'anni, Motta (2016)
- Lonely Lover, Xenia Rubinos (2016)
- Oroscopo, Calcutta (2016)
- Cult, Emis Killa (2016)
- Completamente, Thegiornalisti (2016)
- Niente di strano, Giorgio Poi (2016)
- Tubature, Giorgio Poi (2016)
- Fino al giorno in cui, Demonology HiFi feat. Cosmo (2017)
- Nove maggio, Liberato (2017)
- Sold Out, Thegiornalisti (2017)
- Del tempo che passa la felicità, Motta (2017)
- Foglights, Golden Rain (2017)
- Del verde, Calcutta (2017)
- Einstein, Davide Petrella (2017)
- Tu t'e scurdat' 'e me, Liberato (2017)
- Gaiola portafortuna, Liberato (2017)
- Argentario, Carl Brave x Franco126 (2017)
- Orgasmo, Calcutta (2017)
- Me staje appennenn' amò, Liberato (2018)
- Pesto, Calcutta (2018)
- Sinnò me moro, Noyz Narcos (2018)
- Intostreet, Liberato (2018)
- Je te voglio bene assaje, Liberato (2018)
- Paracetamolo, Calcutta (2018)
- Kiwi, Calcutta (2018)
- Same Old Grace, K-Conjog (2018)
- Guagliò (Capri RDV 01), Liberato (2019)
- Oi Marì (Capri RDV 02), Liberato (2019)
- Nunn'a voglio 'ncuntrà (Capri RDV 03), Liberato (2019)
- Tu me faje ascì pazz' (Capri RDV 04), Liberato (2019)
- Niente (Capri RDV 05), Liberato (2019)
- We Come from Napoli, Liberato (2020)
- Tuo padre, mia madre, Lucia, Giovanni Truppi (2022)
- Partenope, Liberato (2022)
- 'O core nun tene padrone (1926 mix), Liberato (2023)
- Viennarì, Liberato (2025)